# حيث ينتهي الطريق (فلم)
حيث ينتهي الطريق (بالإنجليزية: Where the Road Runs Out)، هُو فيلم دراما جنوب أفريقي هولندي غيني إستوائي صدر سنة 2014 وأخرجه رودولف بوتينداك. الفيلم من بطولة إسحاق دو بانكولي، وهُو أول فيلم روائي طويل تُصور أحداثه في غينيا الاستوائية.

## وصلات خارجية
- حيث ينتهي الطريق  في قاعدة بيانات الأفلام على الإنترنت (بالإنجليزية)